# عذاب عشق
عذاب عشق (آلمانی: Marter der Liebe) که با نام جهنم عشق (آلمانی: Liebeshölle) هم شناخته می‌شود، یک فیلم صامت درام آلمانی به کارگردانی ویکتور بیگانسکی و کارمینه گالونه است که در سال ۱۹۲۸ میلادی منتشر شد.

## بازیگران
- اولگا چخووا
- هری فرانک
- هانس اشتووه
- اورسته بیلانچیا
- آنجلو فراری
- دیانا کارن